# Toll de l'Alemany
El toll de l'Alemany és una zona humida d'origen artificial localitzada, dintre dels límits del Parc natural dels Ports, al NE de la serra d'en Cardona. Es tracta d'un petit tram del barranc de la Pineda, tancat per dues rescloses d'aproximadament 10 metres cadascuna, on l'aigua es queda embassada ocupant una superfície d'uns 150 m².
L'aigua en aquest tram del barranc flueix de manera intermitent i és més o menys abundant depenent de les condicions climàtiques. No obstant, cal destacar que durant els períodes més secs els nivell freàtic acostuma a aflorar en el tram on es localitza la zona humida, on l'aigua acostuma a ser-hi present de forma permanent durant tot l'any.
La vegetació d'aquest tram del barranc de la Pineda és força diferenciada entre les dues rescloses, amb una destacada presència de vegetació helòfita. Així, tot i que es pot trobar canyís o joncs, destaquen les comunitats dominades per mansega (Cladium mariscus) i per altres ciperàcies. Formen herbassars d'un a dos metres d'alçària, densos, poc rics florísticament i amb la base submergida dins l'aigua bona part de l'any. Es tracta d'una comunitat amb una freqüència rara dins del territori català i molt amenaçat tenint en compte la seva vulnerabilitat.
Pel que fa a la fauna, aquest tram de riu amb aigües estanyades esdevé un punt singular per a la reproducció d'amfibis entre els quals es troben el gripau comú (Bufo bufo) o la granota verda (Pelophylax perezi). A més, esmentar que s'ha identificat en aquesta zona humida la presència de barb cua-roig (Barbus haasi) i madrilla (Chondrostoma miegii).
Pel que fa a les possibles afeccions antròpiques sobre la zona humida dir que la resclosa que hi ha aigües a munt de la zona humida realitza una funció important de retenció de sediments. Aquest fet permet que l'àrea del toll de l'Alemany no esdevingui colmatada i es mantingui tant la làmina d'aigua com la vegetació helòfita associada de forma permanent. La zona humida es troba vorejada pel camí o pista que es dirigeix cap a l'àrea de lleure del Mas de la Franqueta. La freqüentació d'aquesta àrea de lleure i, per tant, també al llarg de la pista, és variable al llarg de l'any, esdevenint més important en períodes d'estiu i bon temps.
El toll de l'Alemany es troba inclòs tant al Parc natural dels Ports com dins dels espais del PEIN "Els Ports" i de la Xarxa Natura 2000 ES5140011 "Sistema prelitoral meridional", en aquest últim cas com a espai LIC i ZEPA (Zona d'especial protecció per a les aus).